# Diéoura
Diéoura est une et une commune rurale malienne, située dans le pays de la Kaarta, de l'arrondissement central de Diangounté, et du chef-lieu du cercle de Diangounté, dans la région de Nioro-du-Sahel. La commune compte 29 villages, La ville de Diéoura compte 25 838 habitants. En 2024, C'est la 4e ville la plus peuplée de la Kaarta. est sa superficie d'environ 980[réf. nécessaire]

## Histoire
En mars 2023, la commune est distraite de cercle de Diéma pour être versée dans le cercle de Diangounté-Camara.

## Villages
La commune s'étend sur huit localités relevées lors du recensement général de 2009 :
- Diéoura (6 546 habitants) ;
- Tassara (2 075 habitants) ;
- Nianka 2 (1 862 habitants) ;
- Madina Bambara 1 (1 278 habitants).

En 2023, la loi 2023-007 attribue à la commune  29 fractions ou quartiers :
- Diéoura
- Foulanguédou
- Founto
- Bangassi
- Tassara
- Niankan
- Barama
- Niagané
- Sokoméla
- Noumoukolo
- Diakaly
- Marann-Ouest
- Madina-Nord
- Dougoumetara
- Baladougou
- Douaragouné
- Guésseo
- Karémé
- Tamba-élément
- Sanka
- Danli
- Dira
- Kerouane
- Guémokoura
- Dimandara
- Kankoga
- Savane
- Kone-Malinki
- Kotoné

## Géographie
La commune est limitrophe au sud par les villages de Dalibéra, Lataraf, Gandiala, Bouyaga et Lambaba (commune de Diangounté Camara). 
À l'est par la villages de Singonés, Kari (commune de Lambidou) et Damina (commune de Séféto-Nord). 
À l'ouest, par le village de Missira (commune de Diallan). 
Au nord par les villages de Kamissakide et Sangha-Madina (commune de Sansankidé). 
Au nord-est par villages de Bougoutintin, Faran, (commune de Lakamané).